# Йосія Рантцау
Йосія Рантцау (нім. Josias von Rantzau, фр. Josias Rantzau; 18 жовтня 1609 — 14 вересня 1650) — французький військовий діяч дансько-німецького походження часів Французького королівства, маршал Франції.

## Життєпис
Походив з дансько-німецького шляхетського роду Ранцау з Гольштайну. Народився 1609 року в маєтку Боткамп поблизу Кіля. Син Пауля Ранцау. Здобув гарну освіту, знав вісім мов. 1627 року поступив до Лейденського університету. Втім невдовзі залишив його обравши військову кар'єру. Спочатку служив добровольцем в піхоті Моріца Оранського, штатгальтера Голландії. Потім служив у війську Крістіана IV, короля Данії та Норвегії.
Пізніше вступив на шведську службу і відзначився у багатьох боях, потім перейшов до імперської армії, але невдовзі повернувся на службу до короля Швеції. Потім був кілька років губернатором Страсбурга.
У 1633 році успішно захистив Андернах від іспанців. У 1635 році супроводжував канцлера Акселя Оксенштерну до Франції. Сподобався королю Людовику XIII, який запропонував йому перейти до нього на службу полковником і командиром полку німецької піхоти. Надалі Ранцау служив під командуванням генерал-лейтенанта французької армії Луї де Ногаре Д'Епернона, кардинала де ля Валетт. 1636 року оженився зі своєю кузиною. Того ж року діяв в Ельзасі. У 1637 році отримав патент бригадира і призначений командиром німецького кавалерійського полку.
При облозі Доля, столиці Франш-Конте, втратив в бою око і вухо. Успішно захистив фортецю Сен-Жан-де-Лон в Бургундії проти імперського генерала Маттіаса Галласа, змусивши його зняти облогу. Під командуванням принца Гастона Орлеанського і герцога Людовика II Бурбон-Конде брав участь в кампаніях у Фландрії та Німеччини. У березні 1637 року отримав чин генерал-лейтенанта. Зазнавши ряд невдач, в 1638 році залишив армію і, з дозволу короля, перебрався до Данії, де перебував до 1640 року.
Повернувшись до Франції підтвердив чин бригадира. При облозі Арраса позбувся руки і ноги. У 1642 році він відзначився в битві при Ері, а в битві при Оннекурі 18 травня 1642 року, отримавши чотири поранення, був узятий в полон іспанцям. Після викупу з полону служив під командуванням маршала Гебріана.
У 1643 році в битві при Рокруа під командуванням герцога Енгіенського був табірним маршалом, командував кавалерійським полком. Потім зайняв потужний замок Серк. Після смерті маршала Жана-Батиста Бюда Гебріана в листопаді 1643 року прийняв головне командування над французькою армією. Став близьким другом кардинала Мазаріні та фаворитом королеви Анни Австрійської. 24 грудня 1643 року, перебуваючи на зимових квартирах в Тутлінгені, його війська зазнали нападу імперців під командуванням Франца фон Мерсі і зазнали важкої поразки. 1644 року призначений очільником військ у Фландрії.
У 1645 році Ранцау командував французькими військами в Нідерландах, взяв Гравелінген і був призначений губернатором цього міста. Невдовзі зайняв Кассель. 30 червня того ж року після прийняття католицтва Йосія Ранцау отримав титул маршала Франції з призначенням губернатором фортеці Дюнкерк. Через місяць зайняв фортецю Мардик. 1646 року зайняв Ландресе. У 1647—1648 роках захопив Діксмюде і Ленц, а потім усі приморські міста Фландрії. 1648 року захоплює Іпр, але у жовтні того ж року зазнає невдачі при Мюнстері, у битві біля Діксмюде зазнає поразки від іспанців й потрапляє у полон. Звільнений після укладання Вестфальського миру.
З початком Фронди 1649 року кардинал Мазаріні, який вважав Ранцау своїм ворогом і не довіряють йому, викликав того в Париж, де Ранцау був заарештований і перебував в ув'язненні в Бастилії близько року, але був виправданий і звільнений. Незабаром після звільнення помер від водянки у віці 41 року в Парижі.

## Родина
Дружина — Гедвіга Єлизавета Маргарет, донька данського губернатора Герхарда Ранцау
дітей не було